# Trio con Brio Copenhagen
Trio con Brio Copenhagen er en klavertrio dannet i 1999 og med base i Danmark. Medlemmerne er danskeren Jens Elvekjær på klaver og de sydkoreanske søstre Soo-Jin Hong på violin og Soo-Kyung Hong på cello.
Ved siden af arbejdet i ensemblet er begge søstre koncertmestre i DR Symfoniorkestret, mens Jens Elvekjær er professor på Det Kongelige Danske Musikkonservatorium.
Trioen blev dannet i Wien i 1999. Søstrene mødte Elvekjær, mens han studerede i Wien. Trioen fik sit internationale gennembrud, da den i 2002 vandt sin kategori ved den tyske ARD Internationale Musikwettbewerb.

## Koncertaktiviteter
Efterfølgende slog Trio con Brio Copenhagen sig ned i København, hvor den i 2003 opførte Beethovens klavertriocyklus ved tre koncerter i Tivolis Koncertsal. Beethoven var i 2024 fortsat på deres koncertrepertoire, f.eks. i Hamborg.
Ensemblet turnerer verden over og giver koncerter i store koncertsale og på festivaler i Europa, Nordamerika og Asien. I København giver trioen jævnligt koncerter, blandt andet i Dronningens Sal i Den Sorte Diamant.

## Diskografi
- Phantasmagoria Bent Sørensen, Hans Abrahamsen, Per Nørgård. (Dacapo, 2013)
- Tjajkovskij, Smetana. (Orchid, 2013)
- The Passenger Mieczyslaw Weinberg, Franz Schubert (Orchid Classics, 2024)[6]